# Trillian (software)
Trillian is een instant messaging (IM)-client voor Windows, die meerdere protocollen ondersteunt. Het wordt gemaakt door Cerulean Studios.
Zelf heeft Trillian geen protocol, maar het kan gebruikmaken van de protocollen van onder andere IRC, MSN Messenger, ICQ, Yahoo! Messenger, AIM, XMPP en Skype. Voor sommige van deze protocollen moet een plug-in geïnstalleerd worden. De eerste versie kwam uit in 2000 als een freeware irc-client. De eerste commerciële versie stamt uit 2002.
Trillian bestaat in een basic- en een pro-versie. De basic-versie is gratis, voor de pro-versie moet betaald worden. Deze heeft meer opties, zoals het gebruik van plug-ins. Trillian heeft ook ondersteuning voor thema's en sinds versie 3.0 zoekt het automatisch naar termen in Wikipedia die tijdens het chatten gebruikt worden.

## Trivia
Trillian werd vernoemd naar een personage uit Het Transgalactisch Liftershandboek.